# NGC 970
NGC 970 је спирална галаксија у сазвежђу Троугао која се налази на NGC листи објеката дубоког неба.
Деклинација објекта је + 32° 58' 35" а ректасцензија 2h 34m 11,7s. Привидна величина (магнитуда) објекта NGC 970 износи 14,9 а фотографска магнитуда 15,7. NGC 970 је још познат и под ознакама MCG 5-7-9, CGCG 505-11, PGC 9786.